# La Losa (Segovia)
La Losa es un municipio y localidad española de la provincia de Segovia, en la comunidad autónoma de Castilla y León. Se encuentra al pie de La Mujer Muerta (sierra de Guadarrama) y a 13 km al suroeste de Segovia capital.
Cuenta con una superficie de 28 kilómetros cuadrados y su altitud media sobre el nivel del mar es de 1086 metros. Sus actividades económicas principales son la ganadería, la agricultura, la hostelería y algunas pequeñas industrias.
El pueblo cuenta con dos arroyos, el Madrones y el Matavacas.

## Geografía

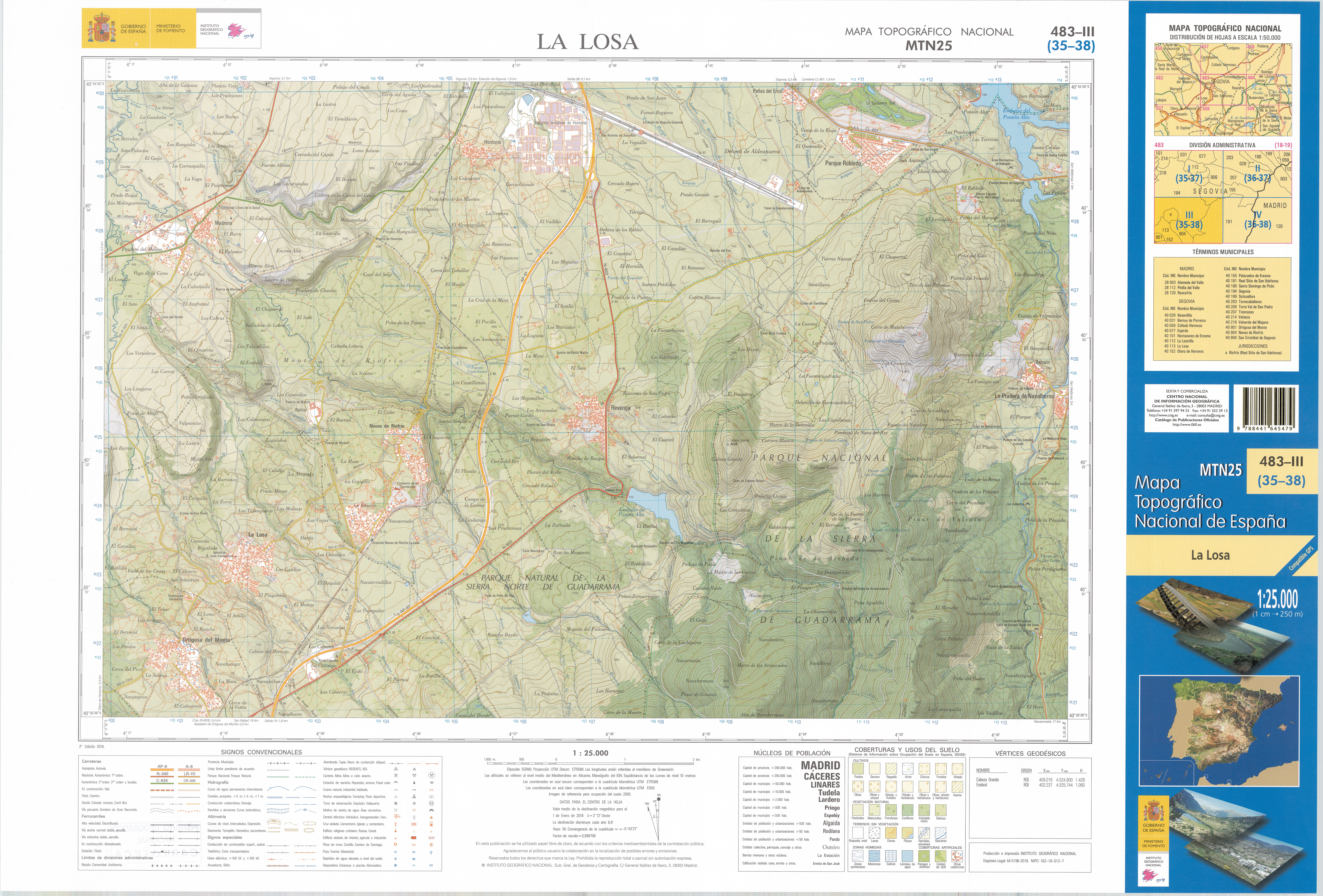
Fragmento de la hoja 483 del Mapa Topográfico Nacional de España de 2018 en el que se representa parte de La Losa

| Noroeste: Segovia                  | Norte: enclave de Riofrío Real Sitio de San Ildefonso | Noreste: Navas de Riofrío |
| Oeste: Segovia, Ortigosa del Monte |                                                       | Este: Navas de Riofrío    |
| Suroeste: Ortigosa del Monte       | Sur: El Espinar                                       | Sureste: El Espinar       |

## Historia

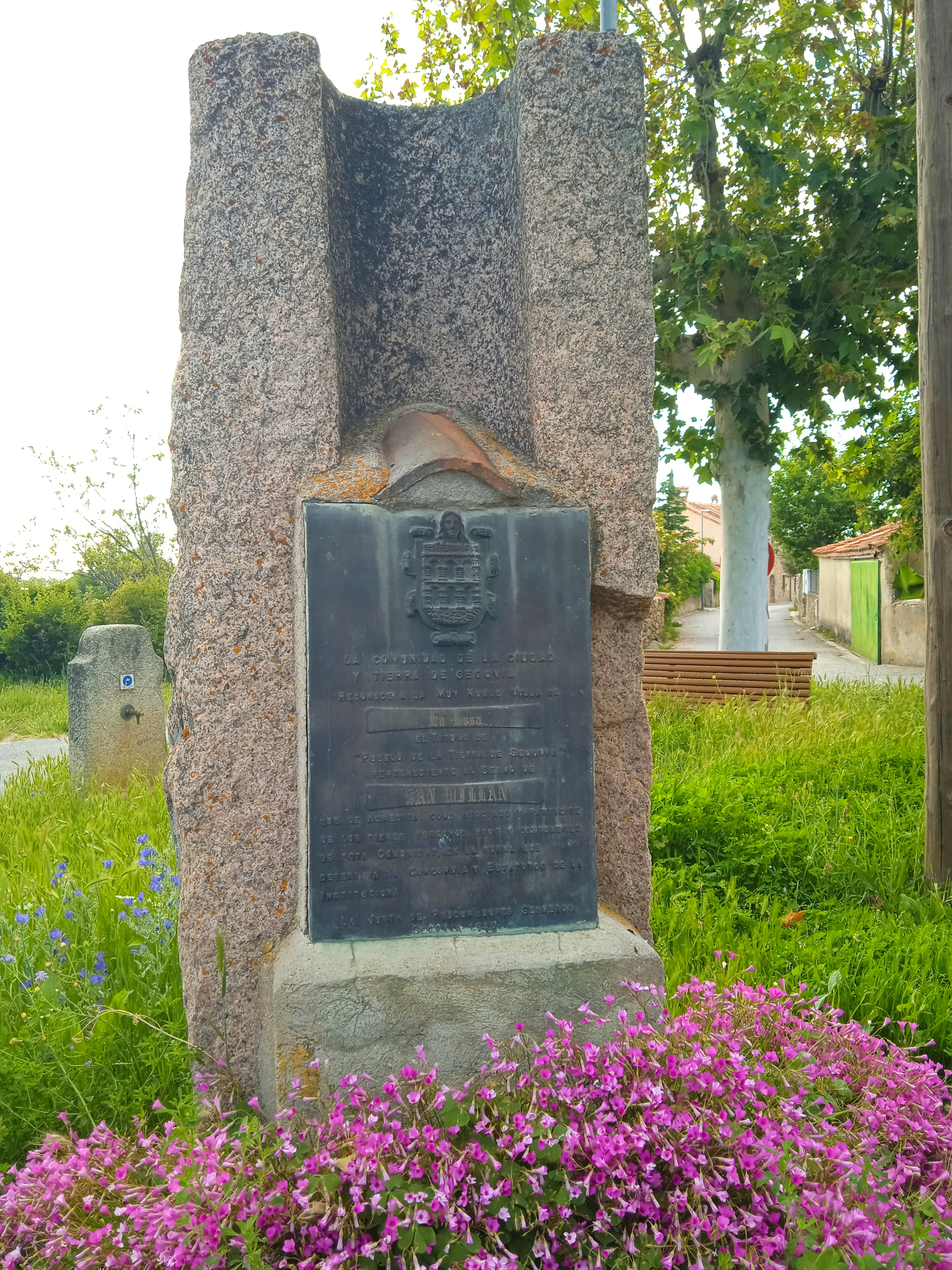
Documento en el que se reconoce a La Losa como Pueblo de la Tierra de Segovia perteneciente al Sexmo de San Millán

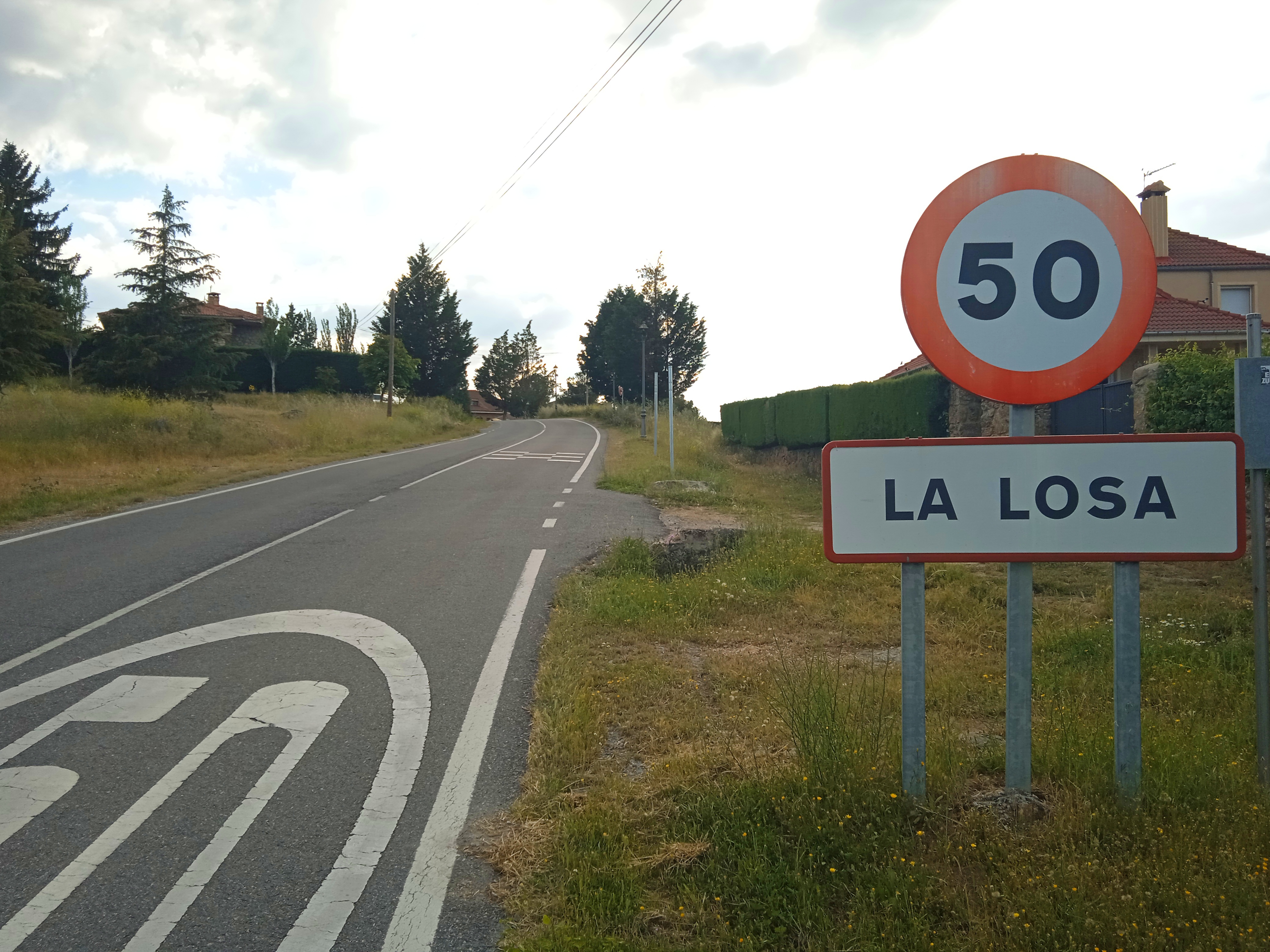
Entrada a la zona urbanizada desde Las Navillas por la carretera SG-V-7212

Es de fundación o repoblación medieval, dentro de la Comunidad de Ciudad y Tierra de Segovia, en el Sexmo de San Millán.
La Losa aparece mencionada por primera vez como La Lausa en 967, documentación situada en Oña. El nombre procedería de una palabra prerrománica, de origen celto-galo.
La localidad gana relevancia en 1515, cuando el Marquesado de Santiago edifica una importante casa de esquileo aprovechando el paso de ganado ovino trashumante por la Cañada de la Vera de La Sierra.
En 1888 se inauguraría la línea férrea Segovia-Villalba junto con la estación de tren de La Losa-Navas de Riofrío.
En 1983 se segregó el hoy municipio de Navas de Riofrío que formaba parte del municipio losano desde su cesión en 1900 por parte de Revenga.

## Demografía
Cuenta con una población de 531 habitantes (INE 2024).
| Gráfica de evolución demográfica de La Losa entre 1828 y 2021 |
| |
| Población según el Diccionario geográfico-estadístico de España y Portugal de Sebastián Miñano. Población de derecho según los censos de población del INE Población de hecho según los censos de población del INEEntre el censo de 1900 y el anterior, aumenta el término del municipio porque se une Navas de Riofrío Entre el censo de 1991 y el anterior, disminuye el término del municipio porque se independiza Navas de Riofrío |

## Administración y política

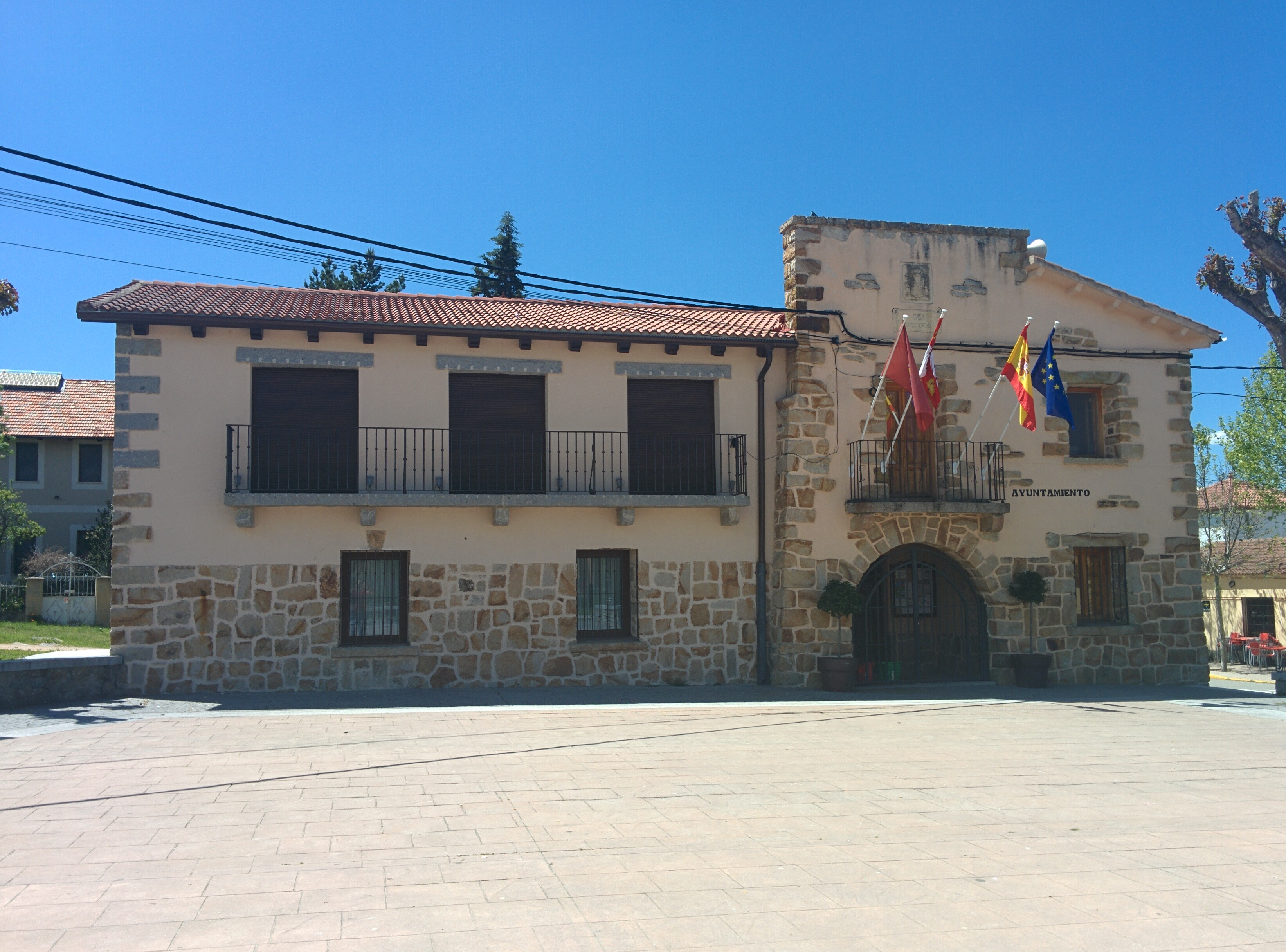
Casa consistorial

Lista de alcaldes
| Periodo   | Nombre                                                                    | Partido       |
| --------- | ------------------------------------------------------------------------- | ------------- |
| 1979-1983 | Félix Casado González                                                     | UCD           |
| 1983-1987 | Fernando Mantecas Piñuela                                                 | PSOE          |
| 1987-1991 | Fernando Mantecas Piñuela                                                 | PSOE          |
| 1991-1995 | Fernando Mantecas Piñuela                                                 | PSOE          |
| 1995-1999 | Pedro Manzanas Muñoz (1995-1997)Santiago del Bosque Ortiz (1997-1999)     | Independiente |
| 1999-2003 | Santiago del Bosque Ortiz (1999-2002)Juan Carlos López García (2002-2003) | PSOE          |
| 2003-2007 | Juan Carlos López García                                                  | PSOE          |
| 2007-2011 | Sara Dueñas Herranz                                                       | PP            |
| 2011-2015 | Sara Dueñas Herranz                                                       | PP            |
| 2015-2019 | Mercedes Otero Otero                                                      | PSOE          |
| 2019-2023 | Mercedes Otero Otero                                                      | PSOE          |
| 2023-act. | Mercedes Otero Otero                                                      | PSOE          |

## Cultura

### Patrimonio

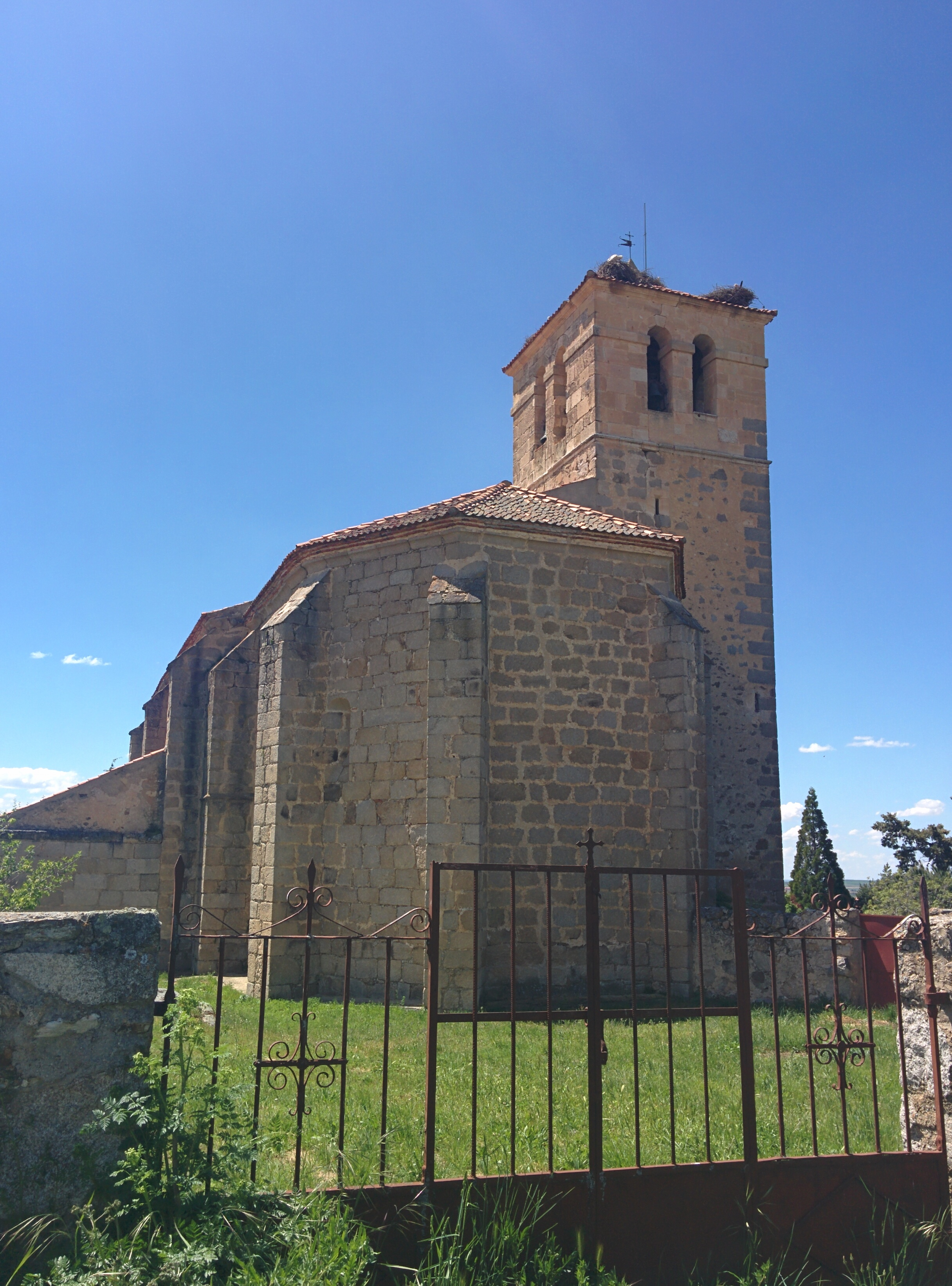
Iglesia de San Juan Evangelista

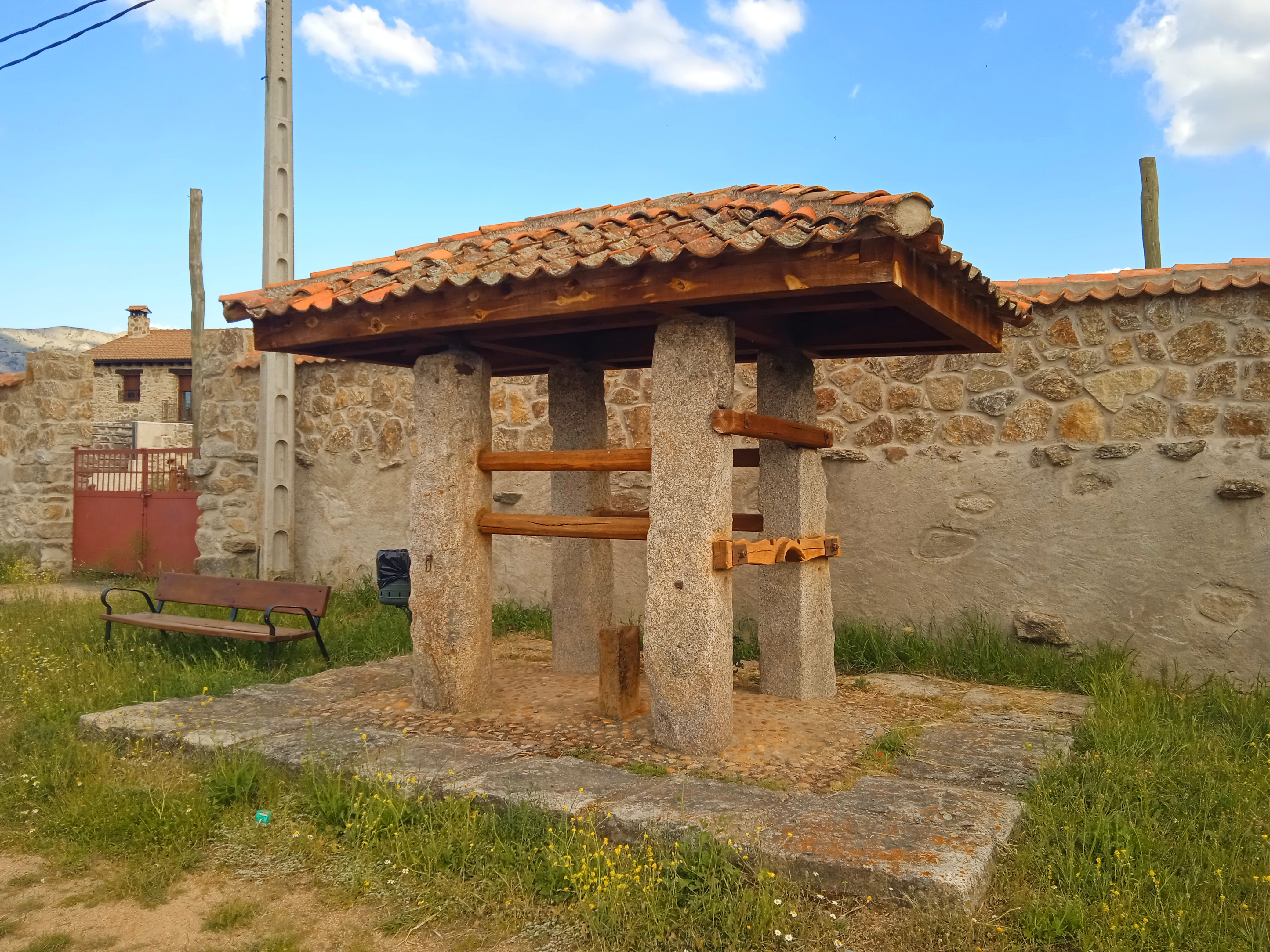
Potro de herrar y plaza de toros al fondo

- En este municipio se hallan monumentos como la iglesia de San Juan Evangelista del siglo XV y estilo gótico. BIC desde 1995, destaca su decoración de florones y perlas en los capiteles intercolumnios y sus varios arcos. Contiene en su interior un retablo mayor barroco, la talla románica de la Virgen de Cepones, un retablo gótico de piedra dedicado a san Gregorio y una cruz procesional de plata hecha en el siglo XVI en Segovia capital.
- Ermita de San Pedro del año 1250, parroquia del despoblado de San Pedro de la Losa, pese al peregrinaje en fiestas, es privada y está abandonada.
- Ermita de la Virgen de Cepones, parroquia del despoblado de Santa María de Cepones, situada junto a la N-603, privatizada, la familia Sanchidrián la utilizancomo vivienda familiar bajo en nombre de El Torreón.
- Mirador de San Juan el Viejo, desde el que se ve además del pueblo, La Mujer Muerta y el cercano Bosque y Palacio Real de Riofrío del siglo XVIII;
- Fuente Salada o Fuentesalá, manantial de aguas sulfurosas calientes usada para fines curativos o medicinales, tiene su origen en una leyenda;[9][10]
- Entorno natural de la plaza de los Huertos;
- Casa del esquileo o el Rancho, del año 1515, fundada por el Marqués de Santiago. En 1752 se esquilaban 24.000 ovejas anuales. Perteneció a los Sesma y Horcasitas, contando con dos oratorios privados;
- Plaza de toros, de piedra restaurada;
- Potro de herrar;
- Pilón;
- Fuente rehabilitada;

- Estación de tren de La Losa-Navas de Riofrío del siglo XIX;

- Placa conmemorativa de los atentados terroristas del 11M;
- Peñagrada, gran roca en un paraje natural que parece estar colgando;
- Las Peñotas, formaciones rocosas de granito unidas en el centro de la localidad;

- Cañada Real Soriana Occidental, conocida en estos lares como Cañada de la Vera de La Sierra, a la que se accede desde una vía pecuaria que llega al pueblo;
- Parque natural de la Sierra Norte de Guadarrama que parte del término municipal y parque nacional de la Sierra de Guadarrama que incluye las cotas de mayor altitud.[2][3][11][12]

### Fiestas
- Santa Águeda, el 5 de febrero;
- Feria de artesanía y gastronomía, en mayo;
- San Isidro, el 15 de mayo;
- Concierto Morcilla Rock, en julio
- Virgen de Cepones y San Roque, patronales, el 8, 9 y 10 de septiembre. Incluye una misa y varias actividades culturales;
- Feria del vino y queso, en el puente de la Constitución de diciembre;
- San Juan Evangelista, patrón, el 27 de diciembre.[2][3][12]

### Leyendas
Destacan las de La Mujer Muerta, la de la Fuentesalá, la de la talla de la Virgen de Cepones y la de La Fuente de Paco.